# Terapia intravenosa

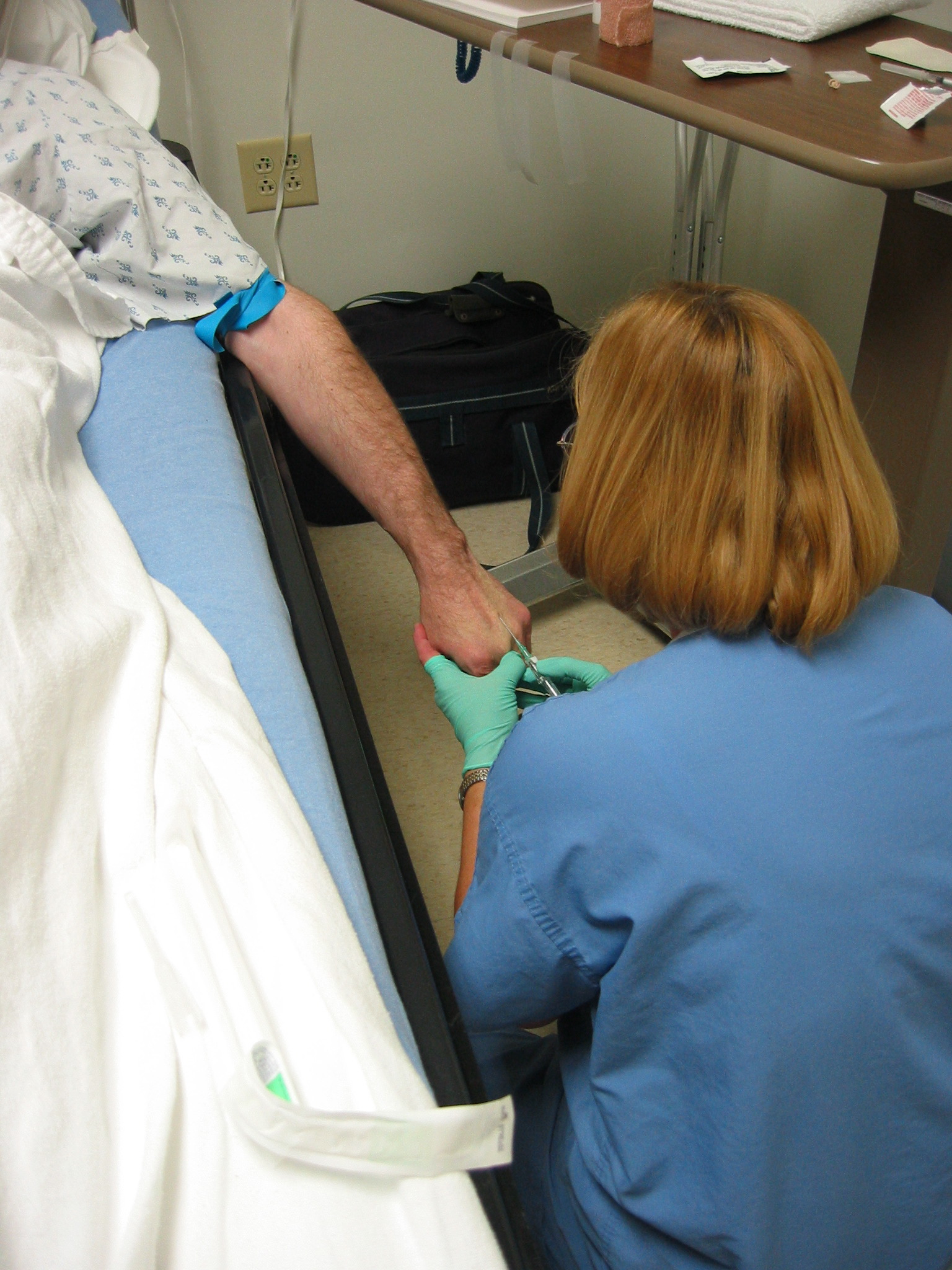
Acceso a una vena de la mano izquierda por una enfermera previo a instalación de una terapia intravenosa.

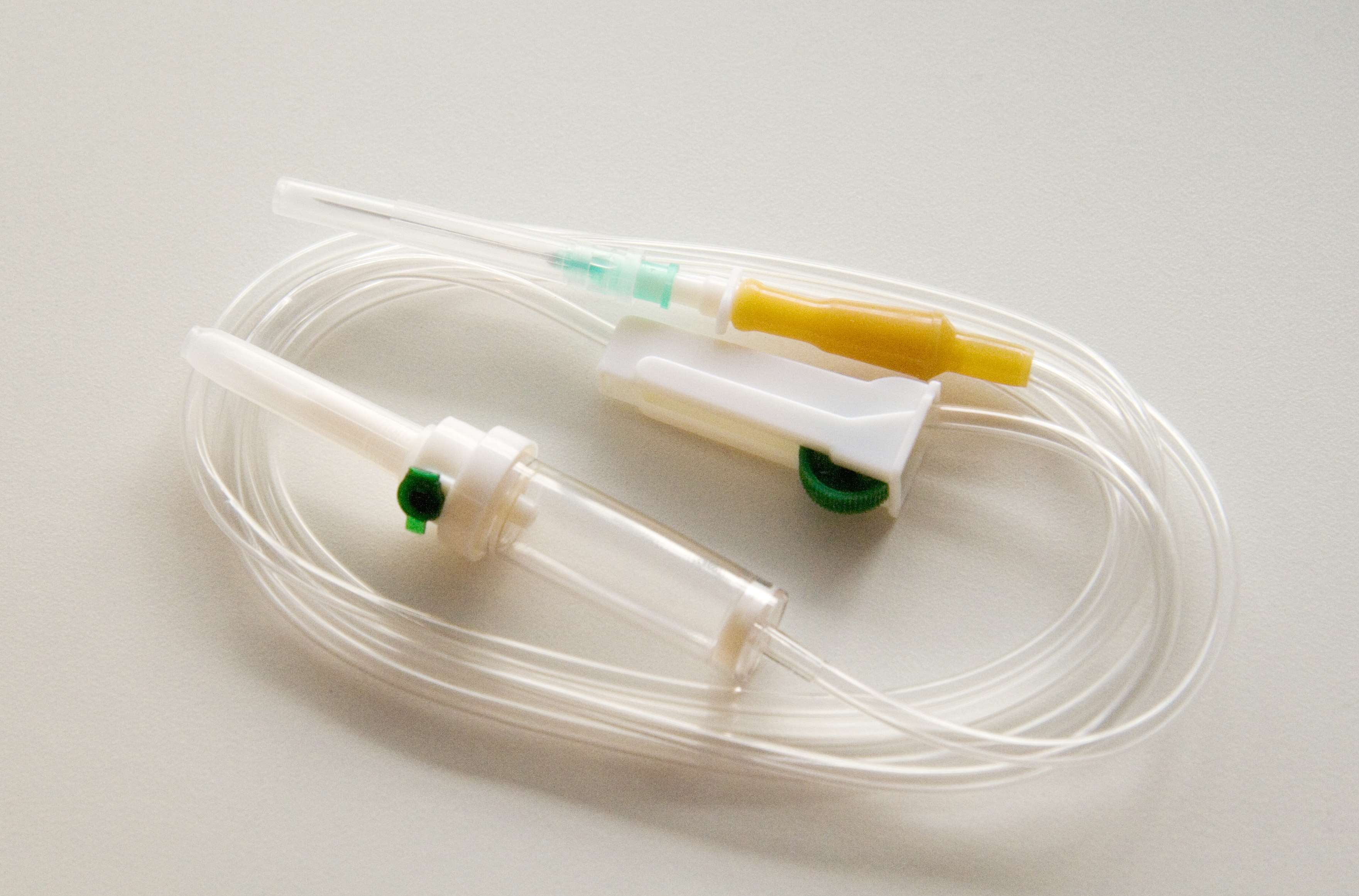
Bajante de suero (aún sin usar); implemento para goteo intravenoso.

La terapia intravenosa o terapia I.V. es el proceso de perfundir sustancias líquidas directamente en una vena a través de una aguja o tubo (catéter) que se inserta en la vena, permitiendo el acceso inmediato al torrente sanguíneo para suministrar líquidos y medicamentos. Puede ser intermitente o continua; la administración continua es denominada goteo intravenoso o vía intravenosa. El término "intravenoso" a secas, significa "dentro de una vena", pero es más común que se use para referirse a la terapia IV.
Comparada con otras vías de administración, la vía intravenosa es el medio más rápido para transportar soluciones (líquidos) y fármacos por el cuerpo. Algunos fármacos, al igual que las transfusiones de sangre y las inyecciones letales, solo pueden darse por esta vía.

## Historia

### Antecedentes

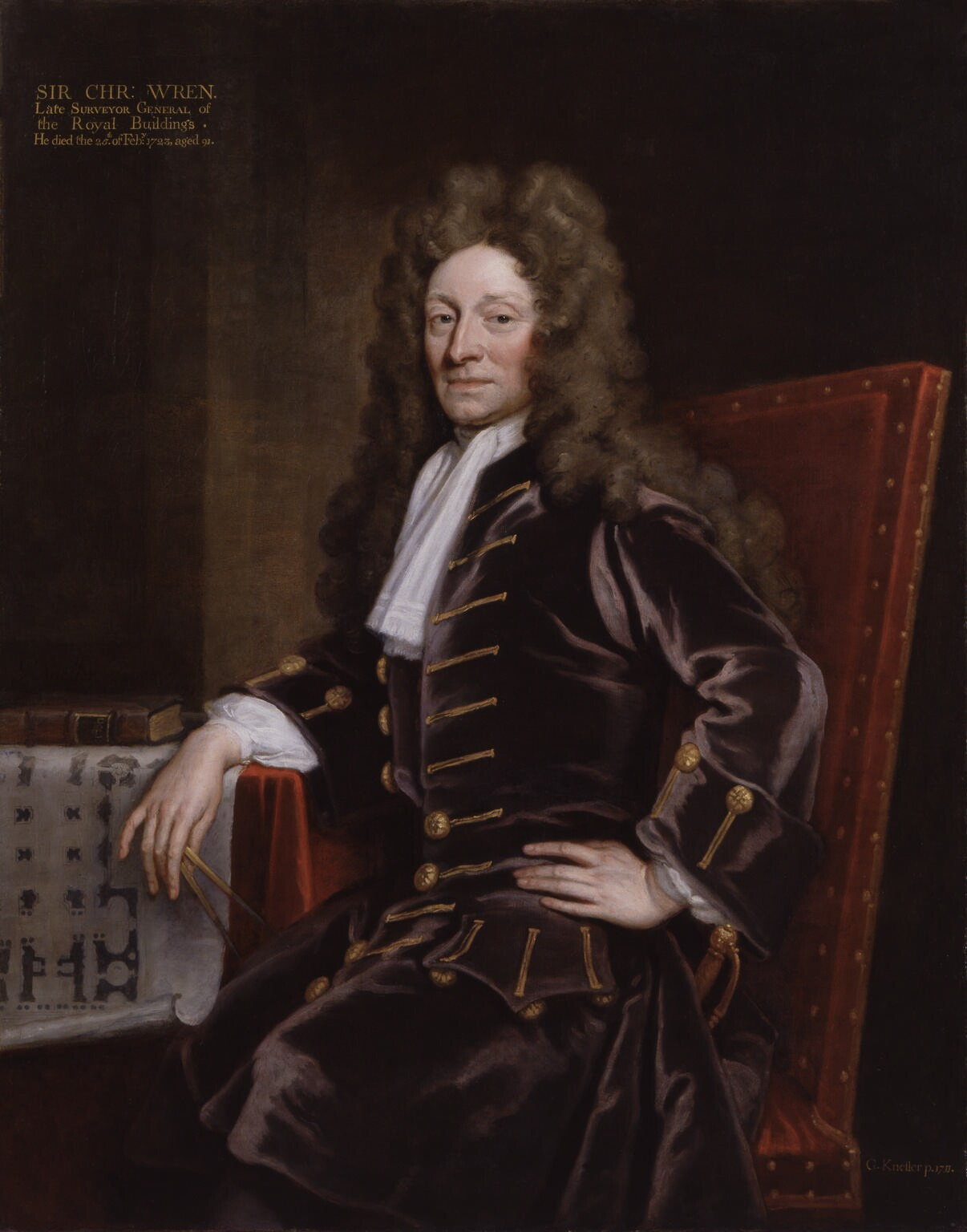
Christopher Wren.

En el siglo XVII se describió la inyección intravenosa  nuevo procedimiento para la administración de fármacos. Las primeras inyecciones de sustancias por esta vía, realizadas con fines experimentales y no terapéuticos, se deben a Christopher Wren (1632-1723), el célebre arquitecto, que inyectó en 1656 vino y cerveza en las venas de un perro. Estos ensayos fueron continuados por Robert Boyle y Robert Hooke, que inyectaron opio y azafrán también en perros, observando sus resultados.
La introducción de la inyección endovenosa en el ser humano y su posterior aplicación a la terapéutica se debe fundamentalmente a médicos alemanes como Johann Daniel Major (1634-1693), quien llamó la atención sobre el método en su Chirurgia Infusoria de 1664; y Johann Sigismund Elsholtz (1623-1688), que en su Clysmatica Nova de 1667 (aunque aparecida dos años antes en alemán) dio a conocer sus experimentos en cadáveres y en seres vivos. Con estos trabajos la nueva técnica demostró su eficacia y se difundió rápidamente.

### Maduración de la técnica
En 1843, George Bernard logró introducir soluciones de azúcar en animales. Pero fue solo en la última parte del siglo XIX y a lo largo del siglo XX cuando se desarrolló la terapia intravenosa basada en nociones idóneas de microbiología y asepsia. En 1853, Alexander Wood sería el primero en utilizar la aguja hipodérmica en una técnica de administración de drogas intravenosas. No obstante, quien verdaderamente popularizó el método fue el médico francés Charles Gabriel Pravaz (1791-1855), quien diseñó una jeringa, precursora de las actuales. En 1870, Pierre Cyprien Ore describió el uso de hidrato de cloral intravenoso para dar analgesia durante la cirugía, estableciendo de esta manera la técnica de administración de drogas intravenosas. En cuanto la nutrición parenteral, cuando Rudolf Kraus y Artur Biedl marcaron un hito en 1896, cuando administraron por primera vez glucosa a un hombre.

### Desarrollo ulterior
La introducción del tiopental, en 1930, proporcionó una técnica más eficaz en la inducción de la anestesia al utilizar la vía intravenosa; la facilidad de contar con un barbitúrico de acción tan corta como el tiopental hizo pensar que se podría usar tanto para la inducción como para el mantenimiento de la anestesia. En 1944, Pico presentó la administración de una técnica intravenosa continua con tiopental al 1 % usado en infusión continua.
Durante la Segunda Guerra Mundial la mezcla de glucosa y aminoácidos que se venía administrando para nutrición intravenosa, se mostró insuficiente frente las necesidades de los soldados traumatizados. Este problema solo podía ser resuelto si se lograba aumentar el volumen o la concentración de la infusión. Sin embargo, esto no era viable ya que las venas utilizadas eran de pequeño calibre. 
En 1952, se superó ese escollo al difundirse la punción de las venas de grueso calibre. Esta técnica, descripta por Aubaniac tras probarla en heridos de guerra, permitió el uso de concentraciones mayores de glucosa y aminoácidos en la mezcla. En 1959, Francis Moore describió el uso de la vena cava superior para la infusión de altas concentraciones de glucosa. En la actualidad, la administración de opiáceos e hipnóticos forma parte de las técnicas de anestesia balanceada.

## Administración

### Infusión
Una infusión intravenosa (IV) o endovenosa (EV) es una disolución cuyo objetivo clínico próximo consiste en ser inyectada en el torrente circulatorio venoso, ya sea en forma directa o por goteo.
Ordinariamente las infusiones son disoluciones acuosas de algún soluto, es decir, el resultado de diluir un soluto en agua, pero sin que ésta contenga soluto sobrenadando, depositado en el fondo del recipiente o flotando en algún punto de la masa de disolvente. El soluto será siempre la sustancia que va a ser disuelta en el diluyente. 

### Forma directa
El procedimiento más directo es la administración del medicamento como bolo, ya sea solo o diluido (normalmente en una jeringa de 10 ml, con la sustancia a inyectar y solución fisiológica). Por lo general, su uso no es de elección debido a ciertas complicaciones a las que puede dar lugar, ya que en la mayoría de los casos los fármacos necesitan un tiempo de infusión más prolongado.

### Goteo
El goteo intravenoso consiste en la canalización de una vía venosa. Es la forma de tratamiento empleada ante determinadas situaciones clínicas como crisis asmática y cólico nefrítico, o bien para preparar la derivación hospitalaria en condiciones adecuadas. Un anestesiólogo puede, por ejemplo, prescribir un fármaco por goteo intravenoso para controlar el dolor. 
Los diferentes accesos vasculares dependen del propósito del goteo. Así, nos encontraremos con vías arteriales y venosas, de acceso central o periférico.
La composición del catéter utilizado debe ser lo más biocompatible posible para evitar complicaciones en el paciente (existen en el mercado multitud de polímeros diferentes con este fin). Los calibres del catéter se expresan en relación con su diámetro externo, y la elección de los diferentes tamaños se llevará a cabo en función de las necesidades.

## Tipos de vías venosas

### Acceso central
La canalización central se refiere a aquel catéter que conecta directamente con la aurícula derecha del corazón. Las vías centrales permiten la administración de mayor cantidad de flujo (por el ancho calibre de los vasos), de elevada osmolaridad, y de varios fármacos a la vez, con lo que son de elección en tratamientos prolongados, nutrición parenteral y otras perfusiones de elevada concentración proteica que dañarían los vasos de menor calibre (produciendo extravasaciones y flebitis).
Constituyen este tipo de accesos la vena femoral, la vena subclavia y la vena yugular interna. La canalización de estos catéteres se lleva a cabo bajo condiciones de estricta asepsia y por personal entrenado y cualificado, puesto que una técnica incorrecta podría llevar a complicaciones que pusieran en riesgo la vida del paciente (neumotórax, hemotórax, perforación pulmonar, etc.).
El uso de catéteres venosos y centrales puede conllevar a complicaciones diversas, las cuales se pueden presentar en cualquier momento por lo tanto se pueden definir como:
Conjunto de complicaciones objetivas y subjetivas durante la instalación uso o retiro de dispositivos intravasculares.
Se clasifican según:
Tiempo
- Inmediatas (que es desde la instalación hasta 72 h después de esta)
- Mediatas (a partir de las 72 h)
- Tardías (de 6 meses a 1 año)

Mecánicas
- Relacionadas con su naturaleza

### Acceso periférico
La canalización periférica se lleva a cabo en aquellas venas superficiales que pueden soportar con facilidad la administración de sueros y fármacos iso-osmolares (de una concentración similar a la sanguínea).
Las venas de elección periféricas son las venas cefálica, basílica y media, en la extremidad superior, a la altura del codo, las venas del antebrazo y las venas del dorso de la mano; la vena safena en la extremidad inferior y la pedia, con riesgo de trombosis en infusiones prolongadas y la vena yugular externa en el cuello (esta última utilizada solo en casos de necesidad y para insertar un catéter venoso central). Su canalización suele correr a cargo del personal de enfermería. La zona de punción debe estar perfectamente limpia, utilizando un antiséptico local como el alcohol 70°, povidona yodada (Betadine ®) o clorhexidina (Hibiscrub ®).
Existen diferentes tipos de vía central de acceso periférico, denominado drum (tambor), ya en desuso, a favor de la utilización de los llamados PICC, catéteres centrales de inserción periférica. Se escoge una vena periférica de gran calibre (generalmente en el brazo) y se va introduciendo un catéter que llega hasta la aurícula derecha. Es muy utilizado en unidades de cuidados intensivos y de reanimación, así como en unidades de larga estancia y de oncología médica. Actualmente, las técnicas eco-guiadas son las que más éxito en la punción ofrecen.

## Técnica aséptica de inserción de catéteres
Realizar una planificación correcta y una inserción aséptica de catéter son dos factores determinantes para reducir los riesgos de complicaciones potenciales relacionadas con la inserción de catéteres intravenosos. Hay ciertos parámetros que intervienen en estos dos aspectos:
- Conocimientos del personal sanitario
- Selección del catéter
- Sitio de inserción
- Correcta higiene de manos
- Uso de técnica aséptica (uso de guantes y antiséptico cutáneo adecuado)
- Técnica de inserción del catéter
- Tipo de apósito

Selección del catéter
El personal sanitario encargado de la realización de esta técnica tiene que elegir el calibre y longitud del catéter óptimo en función de diversos factores:
- El tipo de fluido
- Volumen de líquido que se va a administrar
- La velocidad de perfusión
- Grosor de las venas del paciente
- Duración del tratamiento

Siempre se procurará insertar el catéter de menos calibre posible para alcanzar los objetivos propuestos.
Zona de punción
Es imprescindible una buena elección del sitio donde se va a insertar el catéter, ya que de ello supone aumentar o disminuir los riesgos de complicaciones derivadas (flebitis, infección, extravasación, etc.). Antes de proceder, hay que observar y examinar detenidamente las extremidades superiores de paciente con tal de valorar la región con mayor viabilidad para la realización de la técnica en dicho paciente. Por ello, se evitará la punción en miembros superiores afectados por déficit sensitivo, cirugía, edemas, fístulas arteriovenosas (como fístulas para la diálisis) y otras complicaciones. Igualmente, se tendrá que eludir (en la medida de lo posible para cada sujeto) las zonas de flexura del miembro (articulaciones móviles), ya sea el codo o muñeca, ya que eso supondría mayor riesgo de aparición de alguna complicación.
Las venas de elección son la basílica y cefálica, siempre y cuando no estén "inhabilitadas" o sea contraproducente en cualquier caso. Aun así, es importante resaltar que las venas de las manos presentan menos riesgos de flebitis en comparación con las de la muñeca o brazo. Para la selección de la vena más adecuada en la punción, existen diferentes guías profesionales y escalas clínicas de valoración (Escala VIA).
Higiene de manos
Se hace primordial el garantizar la correcta higiene de las manos en cualquier tipo de inserción o manipulación de la vía (antes y después). Este procedimiento puede realizarse de dos formas: mediante el lavado higiénico de manos (con agua y jabón) y posteriormente aplicándose una solución hidro-alcohólica o se puede efectuar por medio del lavado de manos aséptico con un antiséptico jabonoso y agua.
La técnica aséptica
Hay que tener en cuenta que los riesgos de infección y otras complicaciones derivados de la inserción y mantenimiento de vías periféricas es muy elevado, ya que se accede directamente al torrente circulatorio, siendo este un medio estéril. De este modo, se tienen que tomar precauciones estériles estrictas para evitar que cualquier microorganismo penetre en la zona de punción (herida) o directamente en la vena.
En caso de tener que hacer una venopunción para la canalización de una vía intravenosa en un momento de emergencia (es decir, cuando la vida del paciente requiera rapidez en su inserción y la falta de tiempo haga imposible la aseptización) se deberán cambiar todos los catéteres lo antes posible y no después de transcurridas 48 horas.
- Uso de guantes. Preferentemente se utilizarán guantes estériles, siempre y cuando se realice bajo las condiciones máximas de esterilidad (por ejemplo, si llevando guantes estériles, las manos se ponen en contacto con cualquier objeto no estéril (frasco de povidona yodada) estos guantes serán considerados como contaminados, es decir, ya no serán estériles). Por ello, siempre que sea posible es recomendable solicitar la ayuda de otra persona que sea la que manipule los objetos no asépticos, con tal de que el sanitario que está bajo las condiciones de esterilidad evite el contacto con estos. No hay que caer en el error de obviar el lavado de manos por la utilización de guantes.

- Antiséptico cutáneo. Hasta el momento, la povidona yodada ha sido el antiséptico de elección para la inserción de vías periféricas, e igualmente para su mantenimiento. Igualmente, son muchos los sanitarios que prefieren la aseptización de la zona para la punción con alcohol al 70 %. Sin embargo, estudios realizados sobre la incidencia de infección determinado por la utilización de uno u otro antiséptico cutáneo señalan que la preparación de sitios de inserción con clorhexidina acuosa al 2 % reducía esta complicación. En última instancia, el personal sanitario a cargo de llevar a cabo la cateterización es la persona que decide qué antiséptico utilizar, y para ello se deben tener en cuenta los factores que hacen de un antiséptico el ideal: amplio espectro de acción, rapidez de acción, efecto residual, nula absorción sistémica percutánea, nula inactivación por materia orgánica (pus, sangre), no sensibilización cutánea, efectividad a baja concentración, estabilidad en el tiempo.

Se debe proceder desinfectando la piel limpia con el antiséptico que se considere más adecuado antes de insertar el catéter (y de igual modo, en el momento de cambiar los apósitos) con un algodón o gasa estéril en forma de círculos, partiendo desde la zona de punción hacia el exterior. Dejar que el antiséptico permanezca en esta zona hasta que se seque (la povidona yodada necesita un mínimo de 2 minutos y la clorhexidina entre 15-30 segundos). Solo posteriormente se podrá proceder a la inserción de dicho catéter.
Puntos a tener en cuenta, es que todo el sistema de perfusión, incluido el catéter deben cambiarse cada 72 horas. Las líneas de infusión deberán ser cambiadas después de la administración de sangre, productos de la sangre o emulsiones lípidas, y los líquidos de infusión deberán renovarse cada 24 horas como tiempo máximo.

## Medidas de prevención para evitar complicaciones por la terapia endovenosa
Las complicaciones relacionadas con los factores de riesgo aquí descritos pueden ser evitadas mediante el seguimiento de las recomendaciones que a continuación se describen:
| Complicación | Causa o Factor de riesgo | Medidas de prevención |
| --- | --- | --- |
| Flebitis química: Se entiende como la irritación del endotelio vascular causada por fluidos y/o medicamentos.                                                                              | Administración de soluciones o medicamentos que sobrepasan el nivel de acidez o alcalinidad del suero sanguíneo (pH). Infusión de medicamentos o soluciones con una osmolaridad aumentada por: dosis del medicamento, cantidad del diluyente, tipo de diluyente. Tiempo prolongado de la infusión. Falta de irrigación después de la administración de medicamentos irritantes. Administración de medicamentos sin disolver o precipitados. Administración de varios.                                        | Diluir los medicamentos para que se neutralice el pH sobre todo en el caso de los fármacos irritantes. Infundir a goteo lento el medicamento o la solución con alta osmolaridad. Cambiar de lugar el catéter periférico en caso de periodos largos de la terapia intravenosa. Canalizar venas de grueso calibre para favorecer la hemodilución. Irrigar el catéter con solución fisiológica cada vez que se ministre algún medicamento. |
| Flebitis mecánica: Se entiende como la irritación de la capa íntima de la vena causada por el catéter.                                                                                     | Movimiento del catéter por fijación inadecuada del catéter o instalación de catéter en áreas de flexión y extensión. Manipulación excesiva del sitio. Instalación de catéter de un diámetro mayor al de la vena. Catéter de mala calidad. | Fijar e catéter de manera que se evite la movilización incluso utilizar férulas en caso de pacientes demasiado inquietos o pediátricos. Seleccionar la vena más apropiada y elegir el catéter de acuerdo al tipo de terapia intravenosa, al grosor de vena y edad del paciente. |
| Flebitis bacteriana: Es la inflamación e infección del tracto venosos relacionada con la introducción de agentes infecciosos.                                                              | Técnica deficiente de lavado de manos. Instalación del catéter sin técnica aséptica. Preparación de la piel con soluciones antisépticas contaminadas. Apósitos oclusivos sin esterilizar o húmedos. Rasurado de la piel. Infusión de medicamentos a través del equipo sin técnica aséptica. Llaves de tres vías sin tapones de protección. | Lavado de manos antes de la preparación de la solución y la instalación del catéter. Utilizar técnica aséptica y revisar la esterilización del equipo y material que se va a usar. Revisar la fecha de caducidad de material y soluciones que se vayan a utilizar. Evitar las múltiples entradas del equipo intravenoso. Realizar asepsia en los sitios de inserción de medicamentos a través del equipo. Proteger con tapón las llaves de tres vías. Inspeccionar frecuentemente el sitio de inserción para detectar cualquier cambio en la integridad y coloración de la piel. No rasurar la piel. Verificar que los frascos de solución antiséptica o antimicrobiana no estén contaminados debido al uso inadecuado, la falta de tapón del frasco o tiempo de permanencia en el servicio. Cambiar las soluciones cada semana o antes si es posible y desechar los sobrantes. |
| Infiltración o extravasación: Se entiende como la filtración inadvertida de medicamentos o solución en el tejido subcutáneo. Puede haber filtración acompañada con necrosis del tejido.    | Las causas relacionadas con el paciente pueden deberse a: deterioro vascular, incremento de la presión venosa u obstrucción del flujo venoso. Las causas de tipo mecánico se deben principalmente al material del catéter, el calibre del catéter, la fijación inapropiada, venopunción por debajo del sitio anterior, inserción de catéteres en sitios de flexión y extensión y tiempo de permanencia del catéter en un mismo sitio. Otras causas están relacionadas con la naturaleza de los medicamentos. | Observar con la frecuencia que, el sitio de inserción y las zonas adyacentes a este, para identificar oportunamente la extravasación de líquido. Preferentemente seleccionar venas que no estén en puntos de flexión y extensión. No usar bombas de infusión de alta presión. Diluir los medicamentos de acuerdo a indicaciones del proveedor y a las condiciones del paciente. No colocar catéteres en venas multipuncionadas o con datos de trauma previo. Evitar la manipulación excesiva del sitio de punción. Enseñar al paciente a detectar y reportar oportunamente la presencia de dolor y/o ardor en el sitio de punción. |
| Hematoma: Es la acumulación de sangre en el tejido subcutáneo debido a la extravasación de sangre. Su presencia puede estar relacionada con intentos fallidos de instalación de un catéter | Fragilidad venosa. Falta de habilidad del profesional para realizar la punción. | Identificar las condiciones del paciente para determinar la persona idónea para realizar el procedimiento de instalación del catéter. Evitar la multipunción de una vena. |
| Tromboembolia: Oclusión de un vaso sanguíneo producido por el desprendimiento de un trombo, que actúa como un émbolo.                                                                      | Inserción de catéter en sitio de flexión y extensión. Suspensión del goteo de la solución. Retorno de sangre al equipo. | Monitoreo frecuente para controlar la velocidad del fluido prescrito, utilizando bombas de infusión en caso necesario. Utilizar férulas para fijación. No utilizar presión para destapar los catéteres. No "ordeñar" los tubos del equipo de venoclisis en dirección al paciente. Cambiar el equipo de venoclisis si se observa sangre en el trayecto del tubo. |